# Ornithoboea arachnoidea
Ornithoboea arachnoidea är en tvåhjärtbladig växtart som först beskrevs av Friedrich Ludwig Diels, och fick sitt nu gällande namn av William Grant Craib. Ornithoboea arachnoidea ingår i släktet Ornithoboea och familjen Gesneriaceae. Inga underarter finns listade i Catalogue of Life.